# Camaricus cimex
Camaricus cimex là một loài nhện trong họ Thomisidae.
Loài này thuộc chi Camaricus. Camaricus cimex được Ferdinand Karsch miêu tả năm 1878.